# San Giuseppe di Casto
San Giuseppe di Casto è una frazione del comune di Andorno Micca situata a 669  m s.l.m. Prima di essere aggregato a Andorno il paese fu capoluogo di un comune autonomo della bassa Valle del Cervo.

## Toponimo
Il comune veniva un tempo denominato Sereno oppure San Giuseppe; il nome venne poi modificato in San Giuseppe di Casto nel 1862 su iniziativa del consiglio comunale, la cui decisione fu recepita ed ufficializzata l'anno seguente dal regio decreto numero 1234 dell'8 aprile 1863.
Il nome attuale deriva da quello del Monte Casto, il rilievo che domina il paese da nord.

## Storia

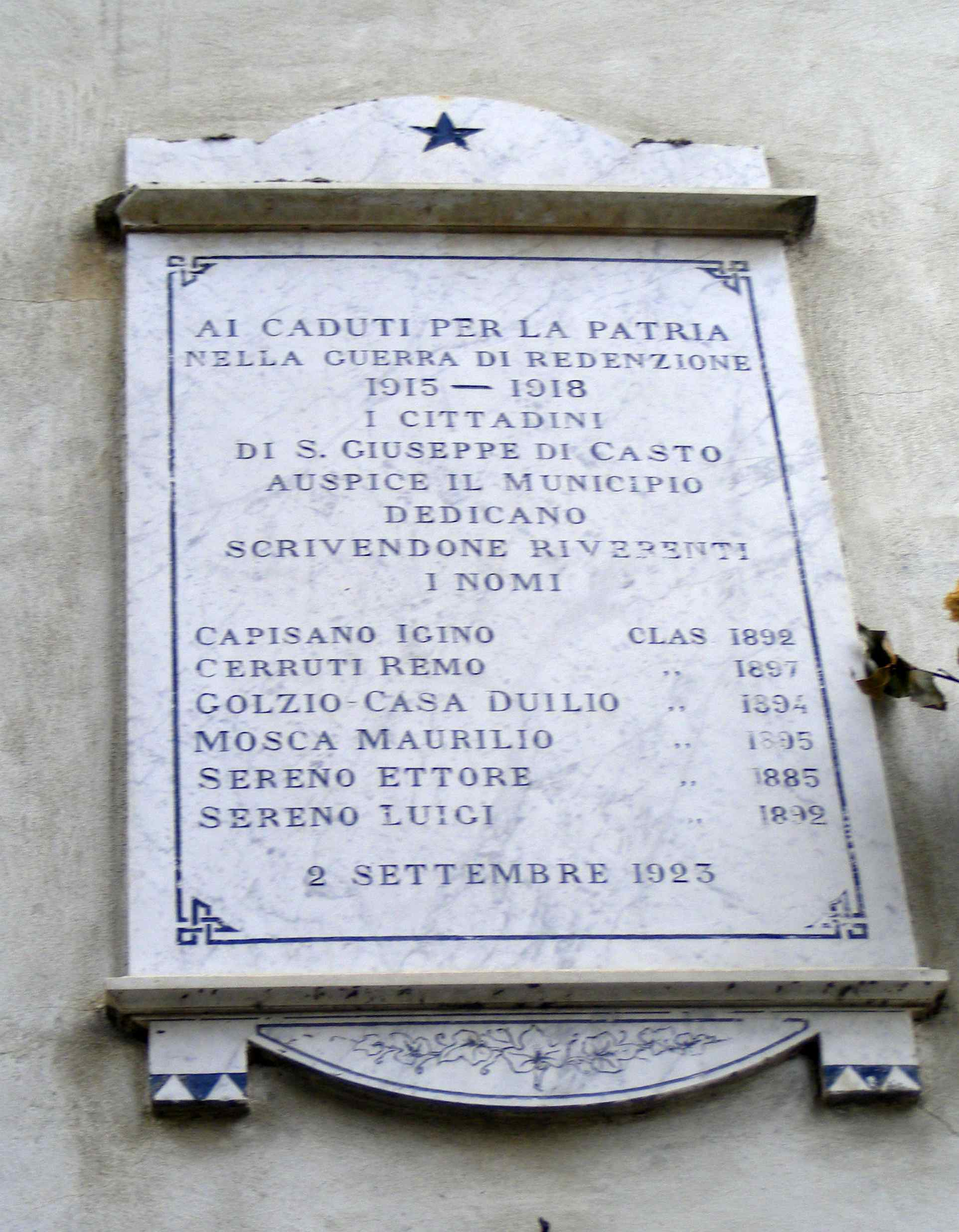
Lapide in memoria dei caduti della prima guerra mondiale

Le prime notizie sul comune, presenti tra i documenti dell'archivio storico di Biella, risalgono al 1620.
Nel 1722 il paese venne costituito in feudo e fu assegnato alla famiglia Nuvoli, dalla quale venne venduto nel 1749 ai conti Mangarda. Tra le frazioni che rientravano nel territorio comunale possono essere ricordate Cerruti, Golzio e Leveretta. Il comune venne unito per un certo periodo del XVIII secolo a quello di Andorno ma riacquistò poi la propria autonomia che mantenne fino al 1929. In quell'anno infatti, assieme ai comuni di Tavigliano, Miagliano e Sagliano Micca, San Giuseppe di Casto venne inglobato nel comune di Andorno dal regio decreto numero 609 del 28 marzo 1929. Il nuovo comune di Andorno mutò invece la propria denominazione da Andorno Cacciorna ad Andorno Micca. Con la fine dell'epoca fascista i comuni di Sagliano e di Tavigliano riottennero la propria autonomia mentre San Giuseppe di Casto restò unito ad Andorno, del quale è tuttora (2012) una frazione.
Il codice ISTAT del comune soppresso era 002826, il codice catastale (valido fino al 1983) era H932

## Monumenti e luoghi d'interesse

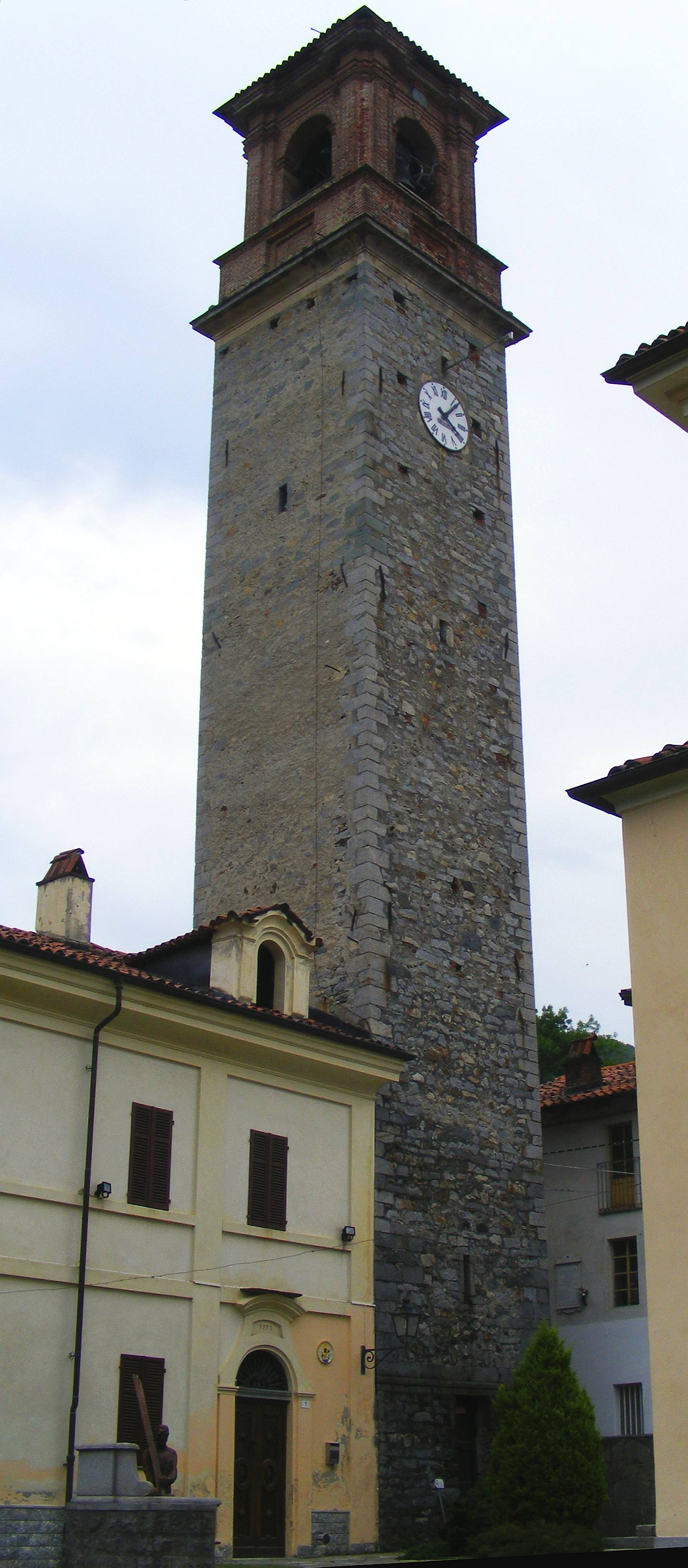
La torre campanaria

### Chiesa parrocchiale
La chiesa intitolata a San Giuseppe è impreziosita al suo interno da un organo costruito da Giovanni Bruna nel 1786. Da segnalare sono inoltre una pregevole via Crucis e un crocifisso ligneo che si deve probabilmente a Pietro Serpentiero; notevole è pure il campanile di pietra che sorge davanti alla chiesa.

### Santuario degli eremiti

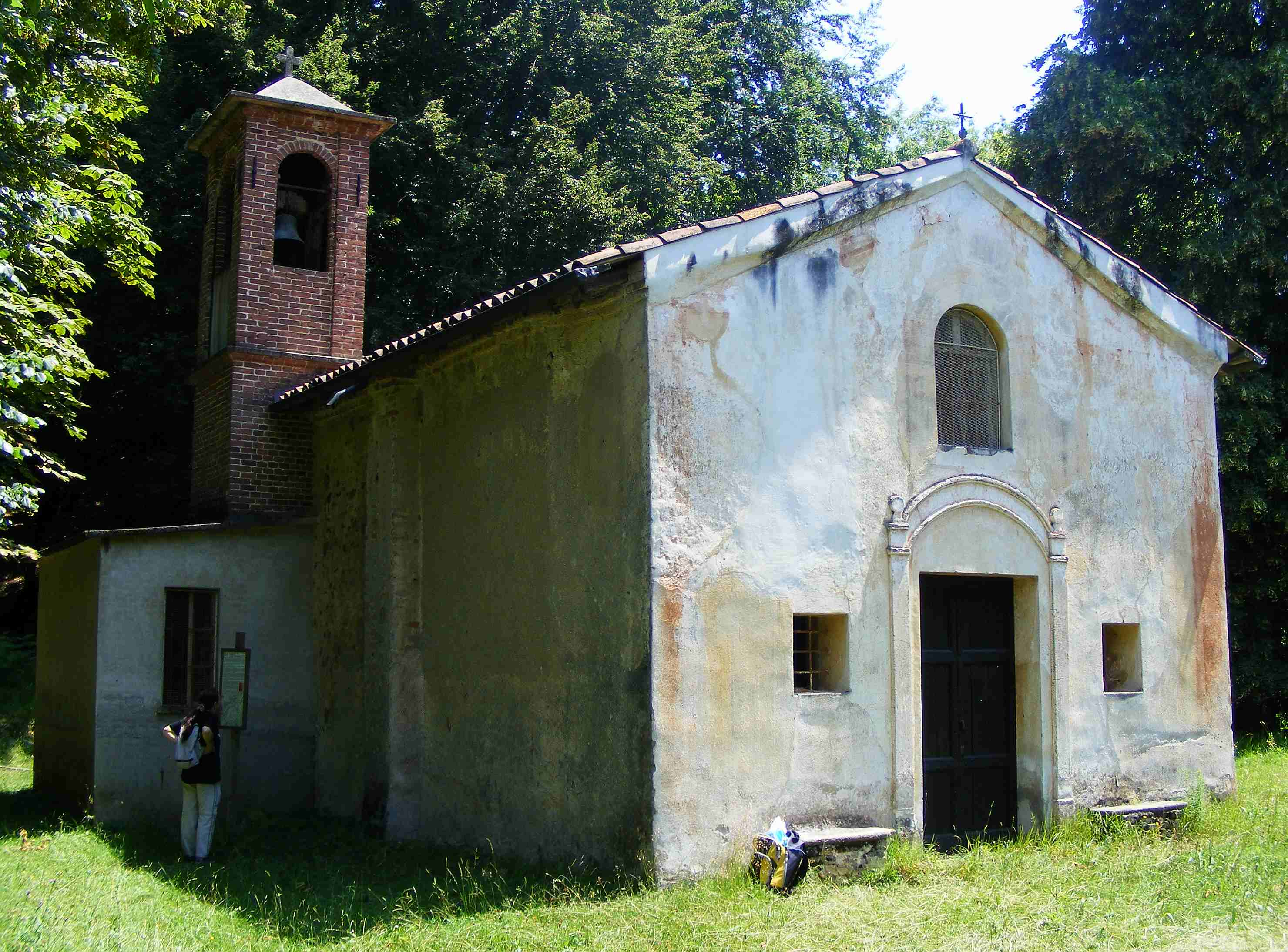
La cappella degli eremiti

La chiesetta, detta anche delle formiche perché i fedeli dei paesi circostanti vi ricorrevano in caso di infestazioni di insetti, è situata a poche centinaia di metri dal paese nei boschi in destra idrografica del torrente Sobbia. Conserva un'abside del Cinquecento affrescata all'interno, mentre il resto dell'edificio è stato rimaneggiato in epoche successive.

## Escursionismo
Alcuni sentieri permettono di raggiungere per boschi i vicini centri abitati di Selve Marcone, Colma, Tavigliano e Callabiana.
A poche centinaia di metri da San Giuseppe, sulle pendici meridionali del monte Casto, transita anche la GtB (Grande traversata del Biellese), un lungo itinerario escursionistico che percorre a quota medio-bassa tutta la provincia di Biella.

## Nella letteratura
Uno dei primi avvenimenti narrati dalla scrittrice Silvia Avallone nel suo romanzo Marina Bellezza - l'investimento di un cervo che sta attraversando la provinciale 105 Andorno - Mosso Santa Maria - avviene presso la frazione Golzio, ovvero a poche centinaia di metri da San Giuseppe.